# Anagyrus coccurae
Anagyrus coccurae is een vliesvleugelig insect uit de familie Encyrtidae. De wetenschappelijke naam is voor het eerst geldig gepubliceerd in 1962 door Sugonjaev.